# 유명환
유명환(柳明桓, 1946년 4월 8일~)은 대한민국의 외교관이다. 제35대 외교통상부 장관을 지냈다.

## 생애
유명환은 1946년에 서울에서 출생하였다. 1970년 서울대학교 행정학과에서 학사 학위 취득하였고 1973년 외무부에 입부했다.
2008년 2월 29일, 대한민국 제35대 외교통상부 장관으로 임명되었다. 이명박 정부의 첫 번째 외교부 장관으로 2008년 2월부터 2010년 9월까지 2년 7개월간 외교부 수장 자리를 맡았다. 2008년 미국산 쇠고기 수입 협상 시 외교통상부 장관으로 외교통상부는 김종훈 통상교섭본부 본부장을 협상을 위해 파견하였다.
2010년 9월 4일 딸의 외교부 채용 특혜 논란으로 사퇴하였다.

## 관련 사건과 논란

### 욕설
2009년 4월 22일에 열렸던 한-미 자유무역협정(FTA) 비준 동의안을 처리하기 위해 열린 국회 외교통상통일위원회에서 천정배 민주당 의원에 대해 “여기 왜 들어왔어? 미친XX.”이라고 발언한 것과 국회를 폄훼하는 욕설로 인하여 큰 파문이 일었다.
2010년 7월 24일 아세안지역안보포럼(ARF)에서는 "XX들아 차라리 북으로 가라" “젊은 애들이 전쟁이냐 평화냐고 해서 한나라당을 찍으면 전쟁이고 민주당을 찍으면 평화라고 해서 다 넘어가고… 그렇게 좋으면 차라리 김정일 밑에 가서 어버이 수령하고 살아야지”라며 한나라당을 지지하지 않으면 ‘친북주의자’라고 매도하는 발언으로 논란이 되었다.

### 유명환 딸 외교부 특채 사건
유명환 장관은 2010년 9월 3일 딸의 특혜취업 논란으로 사과하고 응시를 자진취소했다. 유명환 장관의 딸은 같은 해 7월에 실시된 5급 사무관 특별 공채 채용과정에서 1차 모집 때 제출한 외국어 시험증명서가 유효기간이 지나 탈락했는데 이때 외교부는 1차 모집 지원자 전원을 탈락시켰다. 이후 실시된 2차 모집에서 유명환 장관의 딸은 새 외국어 시험 증명서를 받아 제출할 수 있었고, 서류전형과 면접만으로 이루어진 심사에서 심사위원 5명 가운데 2명은 외교부 관료인 가운데 장관의 딸이 합격했던 것으로 알려졌다.
외교부는 특채 5급 사무관으로 유 장관의 딸인지 몰랐다고 했으나, 유 장관은 "오히려 인사라인에서는 장관 딸이기 때문에 더 엄격하게 한 것으로 보고받고 있다"라고 말했다. 또한 유명환 장관 딸 특채 위해 응시전형도 바꾼 의혹도 제기되었다. “국내외 변호사 자격증 소지자 또는 관련분야의 박사학위를 취득한 자로서, TEPS 800점 이상인 자”로 되어 있었으나 유 장관의 딸이 응시한 지난 7월1일 공고에서 “관련분야 박사학위를 취득한 자 또는 관련분야 석사학위 취득 후 2년 이상 관련분야 근무 경력자로서, TEPS 800점 이상인 자”로 응시 조건을 완화했다. 이명박 대통령은 유장관 딸 특혜에 대해 개탄하고 우선 경위가 먼저 라며 조사를 지시했다. 이명박 대통령이 내세운 공정한 사회의 이념을 장관이 허물었다는 비판, 유명환 장관이 지난 아세안지역안보포럼때 "요즘 젊은 애들은 한나라당을 지지하면 전쟁이고, 민주당을 지지하면 평화라고 하는데, 북한이 그렇게 좋으면 북한에 가라"며 한나라당을 지지하지 않는 사람들을 친북으로 매도한 일과 북한에서 김일성 주석이 아들 김정일 국방위원장에게 권력을 세습한 일에 빗대어 세습 좋아하는 유명환 장관이나 북한에 가라는 비난의 목소리, 특채를 할 것이면 사회적 약자에게 유리하게 사무관 시험이 진행되었어야 한다는 비아냥이 이어지고 있다. 후에 유명환 장관의 딸은 특정 인사 담당자에 의해 거의 만점 수준의 점수를 받은 것으로 드러났다. 이들 심사위원 2명은 모두 같은 사람에 의해 임명되었으며, 한 명은 자기 자신을 임명한 것으로 드러났다. 이렇게 인사 담당자가 노골적으로 특혜를 준 것으로 드러나면서 이를 지시한 '몸통'이 누구인지에 대한 논란으로 번지게 되었다. 자신의 딸이 지원했다는 사실이 유명환에게 보고되었다는 증언이 나오면서 일부 언론들은 유명환이 직접 지시한것 아니냐는 의혹을 제기하기도 했다,
2010년 9월 4일, 딸이 외교부 계약직 특례 채용 과정에서 특례를 받고 합격했다는 논란이 불거진 가운데 여론이 악화되어 청와대에 사의를 표명했다.
2010년 9월 5일, 유명환 전 외교부 장관 딸의 특혜 채용과 관련 "외시 2부 합격자 41%, 고위 외교관 자녀"로 드러나 파문이 일고 있다. 외교통상통일위원회 소속 홍정욱 의원에 따르면 "특정전형 합격자의 40% 이상이 외교관 자녀"라며 "유 장관 딸의 채용 과정을 보면 선발 과정을 투명하게 운영했는지도 의심스럽다"고 지적했다.
이 사건의 계기로 외교부와 행정안전부 사이에서 갈등으로 비화하여 10월 4일 열리는 외교통상통일위원회 국정감사에 불참하였다. 한편 이 파문으로 유엔 외교 업무에 차질이 빚어졌다.

## 주요 경력
- 한반도 평화 만들기 이사
- 한일미래포럼 자문위원
- 2019년 4월 ~ 보다나은미래를위한 반기문재단 이사
- 2017년 1월 ~ 재단법인 한미동맹재단 이사장
- 2016년 3월 ~ 2021년 3월 세종대학교 이사장
- 2013년 3월 대양학원 이사장
- 2008년 2월 ~ 2010년 9월 외교통상부 장관
- 2007년 3월 주일본 대사관 특명전권대사
- 2005년 9월 외교통상부 제1차관
- 2005년 7월 외교통상부 제2차관
- 2004년 3월 주필리핀대사
- 2002년 3월 주이스라엘대사
- 2001년 12월 대테러 및 아프간문제 담당대사
- 2001년 8월 장관특별보좌관
- 1998년 4월 주미국대사관공사
- 1996년 3월 북미국장
- 1995년 3월 대통령비서실 외교비서관
- 1994년 1월 주국제연합공사
- 1992년 8월 공보관
- 1991년 12월 미주국심의관
- 1988년 10월 주미국참사관
- 1988년 1월 장관보좌관
- 1986년 9월 북미과장
- 1985년 5월 대통령비서실 파견
- 1981년 7월 주싱가포르1등서기관
- 1979년 12월 대통령비서실 파견
- 1976년 2월 주일본 대사관 등서기관
- 1973년 7월 외무부 입부(73.4. 제7회 외무고시)

## 같이 보기
- 외교통상부
- 외교